# あらた
株式会社あらた（英: ARATA CORPORATION）は、現在　東京都江東区に本社を置く釧路発祥の日用雑貨を取り扱う商社である。

## 概要
1913年釧路創業の丸文橋本商店(ダイカ)を源流として2002年4月1日に設立された、卸売業としてはまだ新しい会社である
。P&G、ユニリーバ・ジャパン、クレハ、ホーユー、日立マクセル、パナソニック、パナソニック電工、ソニー、大日本除虫菊（金鳥）、フマキラー、ライオンなど、有名メーカーの幅広い生活用品を多数取り揃え、多くの小売業者へ供給している。ライバル会社は、PALTACなどの日用品卸売業者である。

## 沿革
株式会社タナカとダイカ株式会社により二社合併

- 2002年
  - 4月 - ダイカ株式会社、伊藤伊株式会社、株式会社サンビックが共同で持株会社である株式会社あらたを設立し、ジャスダックに上場する。
  - 9月 - 株式交換により徳倉株式会社を子会社化。
- 2004年
  - 4月 - ダイカ株式会社、伊藤伊株式会社、株式会社サンビック、徳倉株式会社および伊藤伊株式会社の完全子会社である野村商事株式会社と合併、持株会社から事業会社へ移行。
  - 6月 - 本社を現在地に移転。
  - 8月 - 株式交換により株式会社木曾清を子会社化。
- 2005年
  - 4月 - 株式会社木曾清及びその完全子会社である株式会社木曾清サービス、株式会社ドルフと合併。
  - 9月 - 子会社の株式会社テクノカネカと合併。
  - 12月 - 株式交換によりジャペル株式会社を子会社化。
- 2006年10月 - 株式会社シスコと合併。
- 2011年
  - 3月17日 - 東京証券取引所第二部に上場。
  - 5月6日 - ジャスダック上場廃止。
- 2012年
  - 3月19日 - 東京証券取引所第一部へ指定替え。
  - 8月 - 市野株式会社を子会社化。
- 2013年10月 - 子会社としてタイのバンコクにARATA (THAILAND) CO., LTD.を設立
- 2014年7月 - 本社を千葉県船橋市より東京都江東区に移転

## 主要な取引先
- ツルハ
- DCMジャパン
- イズミヤ
- ライフコーポレーション
- コスモス薬品
- オークワ
- コープこうべ
- イオングループ
- ダイエー
- 万代
- ジャパン
- スギ薬局
- サンドラッグ
- ザグザグ

## 関連会社
- 株式会社インストアマーケティング
- ジャペル株式会社
- ジャペルパートナーシップサービス株式会社
- ARATA VIETNAM COMPANY LIMITED
- ARATA (THAILAND) CO., LTD.
- SIAM ARATA CO., LTD.